# Квантовый переход
Квантовые переходы представляют собой дискретные изменения состояния квантовых систем, происходящие как спонтанно, так и под воздействием внешних факторов, таких как электромагнитное излучение. Системы в таких состояниях определяются энергетическими уровнями E1, E2 и так далее. При переходе из более высокого энергетического уровня на более низкий, система теряет энергию, а при обратном переходе — получает её. Основным параметром квантовых переходов является их вероятность, которая выражается числом переходов между уровнями за единицу времени. Различают излучательные и безызлучательные переходы.

## Излучательные переходы
Излучательные переходы включают эмиссию или поглощение фотона, что зависит от направления перехода между уровнями. Энергия фотона, определяемая как hv (где h — постоянная Планка, v — частота), соответствует разнице между энергетическими уровнями. Спектр излучения формируется за счет переходов с возбужденных уровней на более низкие, а спектр поглощения — с нижних уровней на верхние. Спонтанные излучательные переходы происходят самопроизвольно, в то время как вынужденные — под действием внешнего электромагнитного поля. Правила отбора определяют возможность излучательных переходов между определёнными уровнями, при этом разрешённые переходы поддерживают процессы, такие как работа лазеров.

## Безызлучательные переходы
Безызлучательные переходы происходят без эмиссии фотонов, когда система взаимодействует с другими системами, например, с внутрикристаллическим полем или частицами плазмы. Такое взаимодействие позволяет системам обмениваться энергией на микроскопическом уровне, что может включать передачу энергии через фононы или плазмоны.
Время жизни возбуждённого уровня обратно пропорционально сумме вероятностей всех возможных переходов с этого уровня. Квантовая эффективность, отражающая относительную вероятность излучательных переходов при наличии безызлучательных, может значительно варьироваться, определяя тем самым режим работы системы, например, в режиме гашения спонтанного излучения.